# Vortex (film, 2021)
Pour les articles homonymes, voir Vortex.
Pour plus de détails, voir Fiche technique et Distribution.
Vortex est un drame psychologique français écrit et réalisé par Gaspar Noé, sorti en 2021.

## Synopsis
Un couple de personnes âgées vit dans un appartement parisien plein de souvenirs et de livres. Lui est cinéphile, théoricien et historien du cinéma, et écrit un livre sur la relation entre les rêves et les films. Elle est psychiatre à la retraite, et atteinte de la maladie d'Alzheimer. Peu à peu, amoureux et indispensables l'un à l'autre, ils vont sombrer dans la sénilité et vivre leurs derniers jours, tandis que leur fils doit faire face à ses propres démons.

## Fiche technique
Sauf indication contraire, les informations mentionnées dans cette section peuvent être confirmées par la base de données cinématographiques IMDb,  présente dans la section « Liens externes ».
- Titre de travail : Au Bord du Monde[3]
- Titre original et francophone : Vortex
- Réalisation et scénario : Gaspar Noé
- Photographie : Benoît Debie
- Montage : Denis Bedlow et Gaspar Noé
- Décors : Jean Rabasse
- Son : Ken Yasumoto
- Costumes : Corinne Bruand
- Production : Édouard Weil, Vincent Maraval et Brahim Chioua
- Sociétés de production : Rectangle Productions et Wild Bunch International
- Budget : 3 millions d'euros[4]
- Sociétés de distribution : Wild Bunch (France)
- Pays de production :  France
- Langue originale : français
- Format : couleur
- Genre : drame
- Durée : 135 minutes
- Dates de sortie :
  - France : 16 juillet 2021 (Festival de Cannes 2021) ; 13 avril 2022 (sortie nationale)
  - Belgique, Suisse romande : 13 avril 2022
- Classification : Tous publics lors de sa sortie en salles[5]

## Distribution
- Dario Argento : le père
- Françoise Lebrun : la mère
- Alex Lutz : Stéphane, le fils
- Kylian Dheret : Kiki, le petit-fils
- Corinne Bruand : Claire
- Eric Fourneuf : aide à domicile
- Philippe Rouyer : ami de la rédaction
- Jean-Pierre Bouyxou : ami de la rédaction
- Stéphane Derdérian : ami de la rédaction
- Jean-Baptiste Thoret : ami de la rédaction

## Production

### Genèse et développement
Le cinéaste a révélé avoir été victime d'une hémorragie cérébrale en décembre 2019 et cet accident, ainsi que son expérience personnelle durant les derniers mois de vie de sa mère, morte dans ses bras des suites de la maladie d'Alzheimer, aurait été une des sources d'inspiration de son film.

### Attribution des rôles
Durant un entretien avec Dario Argento, Gaspar Noé a affirmé qu'il s'était dès le départ basé sur des photos de Dario Argento et de Françoise Lebrun comme modèles afin d'interpréter le couple du film.[réf. nécessaire]

### Tournage
Le film a bénéficié d'un tournage éclair. Après avoir écrit un script d'une dizaine de pages, le réalisateur, pour la première fois de sa carrière, a reçu une avance sur recette pour son film. Le tournage en lui-même a duré vingt-cinq jours, et les journées étant plutôt courtes, le montage débuta en parallèle la journée terminée.

## Accueil

### Critique
Le site Allociné donne une moyenne de 3,9/5, après avoir recensé 29 critiques.

### Box-office
Après une première semaine d'exploitation à moins de soixante salles, le film attire 13 046 curieux pour terminer sa course, treize semaines plus tard, à 31 655 entrées. Couplé aux 145 000 $ d'exploitation sur le sol américain, le film reste un échec commercial à la vue de son budget de 3 millions d'euros.

## Distinctions

### Sélections
Vingt-quatre sélections au total, notamment dans la section Cannes Premières du Festival de Cannes 2021.

### Récompenses
- Festival international du film de Dublin : Meilleur Film[12]
- Festival du film de Gand : Grand Prix du Meilleur film[13]
- Festival du nouveau cinéma de Montréal : Prix du public Temps Ø[14]
- Festival du film de Hambourg : Critic's Choice Award[15]
- Festival international du film de Saint-Sébastien : Prix Zabaltegi - Tabakalera[10]

## Autour du film
- La technique du split screen (consistant à diviser l'image en deux, parfois avec deux visuels différents) est utilisée dans la majorité du film : deux solitudes cohabitent, chacun dans son couloir, même si le montage unit les deux êtres[16].
- Le cinéaste est un habitué de la croisette cannoise. Effectivement, tous ses films ont été présentés lors du festival[8].